# Calyptrocarya bicolor
Calyptrocarya bicolor är en halvgräsart som först beskrevs av Hans Heinrich Pfeiffer, och fick sitt nu gällande namn av Tetsuo Michael Koyama. Calyptrocarya bicolor ingår i släktet Calyptrocarya och familjen halvgräs. Inga underarter finns listade i Catalogue of Life.